# Drimo
Drimo (in greco antico: Δρυμός?, Drymós) era una località dell'antica Attica posta al confine colla Beozia, vicino a Melene. Più che una cittadina, si trattava di una roccaforte, di cui peraltro non si conosce di preciso la localizzazione. Josiah Ober ha ipotizzato vari possibili siti, dando come più probabile la pianura di Skourta; il forte forse si trovava vicino a Panatto e, in base a quanto è stato dedotto da un'iscrizione, era circondato da una regione agricola.